# Cisticole grinçante
Cisticola chiniana
Espèce
Statut de conservation UICN

 LC  : Préoccupation mineure
La Cisticole grinçante (Cisticola chiniana) est une espèce de passereaux de la famille des Cisticolidae.

## Répartition et sous-espèces
Son aire s'étend à travers l'Afrique subsaharienne.
Selon la classification de référence du Congrès ornithologique international (15.1, 2025) elle se répartit en 17 sous-espèces :
- C. c. simplex (Heuglin, 1869) —  Soudan du Sud, nord-est de la RDC et nord de l'Ouganda ;
- C. c. fricki Mearns, 1913 — sud de l'Éthiopie et nord du Kenya ;
- C. c. fortis Lynes, 1930 — du Gabon à l'Angola, sud de la RDC et Zambie ;
- C. c. humilis Madarász, 1904 — est de l'Ouganda et ouest du Kenya ;
- C. c. fischeri Reichenow, 1891 — centre-nord de la Tanzanie ;
- C. c. ukamba Lynes, 1930 — Ukamba ;
- C. c. victoria Lynes, 1930 — est du lac Victoria ;
- C. c. heterophrys Oberholser, 1906 — littoral kenyan et tanzanien ;
- C. c. keithi Parkes, 1987 — centre-sud de la Tanzanie ;
- C. c. mbeya Parkes, 1987 — sud de la Tanzanie ;
- C. c. emendatus Vincent, 1944 — Malawi, sud-est du Mozambique et nord du Malawi ;
- C. c. procerus Peters, 1868 — est de la Zambie, sud du Malawi et centre du Mozambique ;
- C. c. frater Reichenow, 1916 — centre de la Namibie ;
- C. c. bensoni Traylor, 1964 — sud de la Namibie ;
- C. c. smithersi Hall, 1956 — dusud de l'Angola et nord de la Namibie à l'ouest du Zimbabwe ;
- C. c. chiniana (Smith, 1853) — sud-est du Botswana et Zimbabwe au Mozambique et centre de l'Afrique du Sud ;
- C. c. campestris Gould, 1845 — sud-est du Mozambique et est de l'Afrique du Sud.